# Frans Hogenberg
Frans Hogenberg (Mechelen, 1535 – Colonia, 1590) è stato un pittore tedesco, famoso per le sue tavole raffiguranti i fatti bellici del XVI secolo (fondamentalmente guerre di religione francesi) e per aver collaborato, con le sue tavole, alla realizzazione della Civitates orbis terrarum del cartografo Georg Braun (1541-1622).
Fu fratello dell'incisore Remigius Hogenberg.